# Izhar Cohen
Izhar Cohen (יזהר כהן), né le 13 mars 1951 à Givatayim, en Israël, est un chanteur et acteur israélien.
Issu d'une famille d'artiste, il est chanteur dans le groupe Nachal puis acteur pour le théâtre de Haïfa.
Avec le groupe Alphabeta, il a remporté le Concours Eurovision de la chanson pour Israël en 1978 avec la chanson A-Ba-Ni-Bi (ce qui signifie "je t'aime" dans une sorte de langage enfantin). La musique est composée par Nurit Hirsch et les paroles écrites par Ehud Manor.
Izhar Cohen a de nouveau participé à l’Eurovision en 1985 pour Israël avec la chanson Ole Ole et a été classé cinquième (musique de Kobi Oshrat, paroles de Hamutal Ben Ze’ev).

## Albums
- Nachum Heiman - 70th Anniversary (2006)
- Songs Of Our Beloved Land (2006)
- Greatest Hits - Part 1 (2000)
- Israeli Legend (2000)
- Touching The Water Touching The Wind (1993)
- Crossroad (1986)
- Like Crazy Bird (1985)